# Capelsebrug (stacja metra)
Capelsebrug – stacja metra w Rotterdamie, położona na linii A (zielonej), B (żółtej) i C (czerwonej). Została otwarta 27 maja 1982. Stacja znajduje się na granicy Rotterdamu i Capelle aan den IJssel.